# Ciudad Elohim
Ciudad Elohim  (conocida también como Elohim City Inc. y Elohim Village ) es una comunidad privada en el condado de Adair, Oklahoma, Estados Unidos. Los 400 acres (1,6 km²) del retiro fue fundado en 1973 por Robert G. Millar, un inmigrante canadiense, ex menonita y  "uno de los líderes más importantes" del movimiento de identidad cristiana de Estados Unidos, una teología común a una variedad de grupo de extrema derecha. La comunidad ganó atención nacional por sus vínculos con miembros de La Orden en la década de 1980, y con Timothy McVeigh, convicto por el atentado en Oklahoma City, en 1995.
La localidad consta de aproximadamente una docena de estructuras, entre ellas casas móviles y casas con cúpula modernista. El centro de actividad es el centro comunitarios de la iglesia, donde los residentes se reúnen para sesiones de una hora cada mañana. 
Robert G. Millar murió el 28 de mayo de 2001. Después de su muerte, su segundo hijo mayor, John Millar, se convirtió en el líder de la ciudad de Elohim. John Millar murió el 28 de febrero de 2019. 

## Historia
Millar emigró en la década de 1950 de Kitchener, Ontario a Oklahoma City, donde estableció una iglesia. A mediados de la década de 1960, Millar se mudó a Maryland, donde dirigió un campamento de evangélico cerca de Ellicott City. Este campamento estaba ubicado en el Condado de Howard en Frederick Road aproximadamente una milla (1,6 km) al oeste de la Ruta 29 de los EE. UU., en la antigua ubicación de St. Charles College, Carontsville un seminario menor católico destruido por un incendio en 1911.
En 1973, Millar regresó a Oklahoma con alrededor de 18 seguidores, algunos de los cuales estaban relacionados con él por nacimiento o matrimonio, para fundar ciudad Elohim.

### Eventos criminales
En 1986, una mujer canadiense y sus hijos buscaron refugio en la ciudad, contraviniendo una orden judicial que otorgaba la custodia de los niños a su marido. Los agentes que intentaban arrestar a la mujer se encontraron con un hombre armado.
A mediados de la década de 1990, cuatro miembros del Ejército Republicano Ario (Michael William Brescia, Kevin McCarthy, Scott Stedeford y Mark Thomas) eran residentes de la ciudad de Elohim. Brescia estuvo comprometida con la nietastra de Millar y permaneció en la ciudad durante casi dos años. Entre 1994 y 1995, estos cuatro, junto con otros miembros del ARA (conocidos por los medios como los Ladrones de bancos del Medio Oeste), fueron responsables de una serie de 22 robos a bancos por un total de más de 250.000 dólares en el Medio Oeste estadounidense, que utilizaron para financiar causas supremacista blanca. Millar negó tener conocimiento de los robos.
Se cree que el ARA también pudo haber reclutado miembros en la ciudad de Elohim y/o haber enviado reclutas a la ciudad de Elohim para su "reeducación". Los informes también indican que la ciudad de Elohim pudo haber proporcionado a ARA campos de entrenamiento y ayudarlos a distribuir el dinero recibido de otros grupos. Según los informes, la familia Mueller, que residió brevemente en la ciudad de Elohim, abandonó el complejo por temor a ser asesinada por el ARA. Los Mueller supuestamente estaban al tanto de información que conectaba al ARA con el atentado de Oklahoma. Poco después, la familia Mueller fue torturada y asesinada por Chevie Kehoe y Daniel Lewis Lee bajo la dirección del ARA.
Los restos del ex huésped de ciudad Elohim, Richard Snell, fueron entregados a los residentes de Elohim City después de su ejecución el 19 de abril de 1995 en Arkansas. Snell se burló de los carceleros diciéndoles que algo drástico sucedería el día de su ejecución. El Edificio Federal Alfred P. Murrah fue destruido por explosivos horas antes de su muerte. Procedimientos penales anteriores habían arrojado pruebas de que Snell y otros afiliados visitaron el edificio Murrah en 1983 para examinarlo como posible objetivo de un bombardeo.
Sin embargo, cuando Snell vio los informes televisados sobre el atentado de Oklahoma City antes de su ejecución, según Millar, que estaba con Snell en ese momento, Snell quedó consternado por lo que vio. Esto contrasta con los informes. que fue visto asintiendo con la cabeza mientras miraba la transmisión. Se sabe que McVeigh llamó por teléfono a Elohim City dos semanas antes del bombardeo del edificio Murrah.
En 2008, un hombre del Condado de Adair, que había sido desalojado de la ciudad de Elohim, fue acusado de amenazar con cometer violencia contra varios residentes de la ciudad.
Fue absuelto en 2009, luego de un juicio con jurado de dos días en el que se representó a sí mismo.

## Costumbres e ideología
La ciudad está dirigida por una junta directiva cuyos miembros se llaman "ancianos". Los residentes creen y defienden el supremacismo blanco. La Poligamia fue permitida en el pasado. En una entrevista con The Oklahoman, Millar afirmó que si alguien, incluidos agentes del gobierno, viniera a la ciudad de Elohim para cometer actos criminales, la comunidad se defendería.

## Ingresos
Según Robert Millar, en ciudad Elohim City opera un pequeño aserradero y una empresa de transporte por carretera en su propiedad. El hijo de Millar, Bruce, posee una flota de plataformas de carga que alquila a National Carriers Inc., una empresa de transporte que transporta productos básicos y materiales peligrosos.

## Religión
El tipo particular de fe de la ciudad de Elohim se basa en gran medida en el Antiguo Testamento. Los residentes de la comunidad asisten a servicios religiosos diarios y el canto y el baile desempeñan un papel importante en las ceremonias. Los servicios religiosos se llevan a cabo en un centro de reuniones con un techo abovedado hecho de poliuretano. Se estima que el 60% de los residentes de la comunidad asisten a estas reuniones diarias de 1 a 2 horas, donde también hacen anuncios o discuten negocios comunitarios y familiares. Sábado es el día de descanso de la comunidad.
Robert G. Miller declaró que el líder de CSA James Ellison era un "profeta lleno de visión " que uniría a los grupos asistentes para que pudieran luchar contra el llamado Gobierno Sionista Ocupado.

## Investigaciones policiales
El gobierno de Estados Unidos ha monitoreado a la comunidad privada desde la década de 1980 debido a su alianza con varios grupos supremacistas blancos y miembros de las Naciones Arias.
Antes de julio de 1995, el informante del FBI Richard Schrum fue enviado a infiltrarse en la ciudad de Elohim, pero no pudo encontrar nada ilegal en el complejo.
Meses antes del Atentado de Oklahoma City, los funcionarios federales habían planeado asaltar la ciudad de Elohim. Como precaución, la comunidad monitoreó los escáneres de la policía y los observadores estaban atentos para advertirles sobre el tráfico de vehículos sospechosos que se aproximaban. Durante este tiempo, Millar también notó un aumento en los vuelos sobre la ciudad de Elohim.

### Supuestas actividades ilegales
Una fuente anónima, revelada en un informe del FBI de 1995, ha declarado que la ciudad de Elohim recibió aproximadamente 96 yardas de concreto que habían sido transportadas en 122 camiones de una compañía de concreto local. Si bien el individuo anónimo no estaba seguro de cuál era el propósito del concreto, fuentes adicionales han indicado la existencia de búnkeres e instalaciones de almacenamiento de armas en el complejo de la ciudad de Elohim.
Este mismo documento del FBI señaló que varias fuentes alegaron que la comunidad estaba generando ingresos mediante la venta de drogas ilegales, que supuestamente se producían y cultivaban en el complejo. De manera similar, el autor David Hoffman afirma en su libro de 1998 "The Oklahoma City Bombing and the Politics of Terror" que en un momento, los funcionarios encargados de hacer cumplir la ley habían recibido informes de que se creía que el complejo generaba ingresos mediante la venta de drogas ilegales. Añade que una fuente anónima "familiarizada con la comunidad" le había contado sobre un incidente en el que el residente Bruce Millar (un hijo de Robert Millar) supuestamente estaba "drogado" por metanfetamina.

## Población
Se desconoce la población total de la ciudad de Elohim, pero en la década de 1990 se estimó entre 70 y 90 habitantes.
En 2015, se estimó que había alrededor de 100 residentes, la mayoría de ellos descendientes de Robert Millar.

## Familia Muller
Robert Muller tuvo un total de ocho hijos. His four sons all live at Elohim City.
- Dorcas Millar - Esposa de John Millar.[31]
- Lorraine Allen Millar - la difunta esposa del fundador de la ciudad Robert Millar.[32]

### Otros residentes
Otras personas que se quedaron o vivieron en la ciudad de Elohim (algunas de las cuales aparecieron más tarde en las noticias nacionales) incluyen:
- Rokus den Hartog, el protegido de Millar que (junto con su esposa y sus siete hijas) vivió en el complejo durante un par de años en la década de 1980.[33]
- George Eaton, fundador de The Present Truth Ministries y editor de un boletín antisemita de derecha llamado The Patriot Report (el reporte patriota), del cual Timothy McVeigh era un conocido suscriptor.[21][34][35][36]
- James Ellison, líder supremacista blanco de The Covenant, the Sword, and the Arm of the Lord.[2]
- Michael J. Fortier, un compañero militar de Timothy McVeigh, que fue encarcelado por no advertir a las autoridades sobre el atentado de Oklahoma City.[37]
- Carol Howe, informante de la ATF que trabajó encubierto en la ciudad de Elohim.[38][39]
- Chevie Kehoe, un autoproclamado supremacista blanco y asesino convicto.[7]
- Willie Ray Lampley, un profeta autoproclamado, líder de la ahora desaparecida Milicia Constitucional de Oklahoma y líder de la Iglesia Universal de Dios (Yahweh). Por razones desconocidas, Lampley había planeado probar una bomba casera en la ciudad de Elohim, pero el FBI lo frustró. También era amigo de Robert Millar, ya que ambos creían firmemente en la identidad cristiana.[40][41]
- Faron Earl Lovelace, condenado en un caso separado por asesinar a un hombre que creía que era un informante federal.[42][43]
- Dennis Mahon un antiguo dragón imperial en el Ku Klux Klan de Oklahoma y organizador de la Resistencia Aria Blanca.[7]
- Kerry Noble, el segundo al mando de The Covenant, the Sword, and the Arm of the Lord. Formó parte del complot para volar el edificio federal Murrah en 1983.[44]
- Zera Patterson IV[45]
- Andreas Strassmeir, inmigrante alemán, jefe de seguridad de la ciudad de Elohim, llamado por teléfono por Timothy McVeigh dos semanas antes del atentado de OKC.[7]
- Pete Ward Jr.[46]